# Dyffryn Arth
Dyffryn Arth est une communauté du Ceredigion, au pays de Galles.

## Géographie
Elle est située dans le sud-ouest du comté, juste à l'est de la ville d'Aberaeron, et comprend les villages et hameaux d'Aberarth (en), Bethania (en), Cross Inn (cy) et Pennant (en).

## Démographie
Au recensement de 2011, la communauté de Dyffryn Arth comptait 1 174 habitants.